# Macintosh Quadra 700
A Macintosh Quadra 700 asztali számítógépet az Apple gyártotta és forgalmazta 1991. október 21. és 1993. március 15. között 17 hónapon keresztül. A Macintosh Quadra 700 a Macintosh Quadra számítógép-családba tartozott.

## Története
A Quadra 700-t a Quadra 900 mellett a Quadra sorozat első, Motorola 68040 processzort használó számítógépeként mutatták be, hogy felvegye a versenyt az IBM-kompatibilis, Intel i486DX hajtott számítógépekkel. A Quadra 700-at hajtó 25 MHz-es 68040 processzor integrált FPU-t is tartalmazott. A Quadra 700 egyben az első olyan Apple számítógép, amely minitorony házat kapott. A minitorony az 1980-as években elterjedt, fekvő asztali házak alternatívájává vált.
A Quadra 700 lényegesen népszerűbb volt, mint a vele egyszerre bemutatott Quadra 900. A Quadra 700 alapgép listaára eredetileg 5700 dollár, maximális kiépítésben 7700 dollár volt. A gép ára folyamatosan csökkent, és mire a Quadra 800 felváltotta, már csak 4700 dollárba került.
A Quadra előlapján új, három állású billentyűzár volt. Off állásban a gépet nem lehet bekapcsolni. Biztonságos módban a hajlékonylemez-meghajtó és az ADB-port le volt tiltva, ami bizonyos fokú adatvédelmet kínál, a harmadik állásban a Quadra korlátozás nélkül volt használható.
A Quadra 700 szerepelt a Jurassic Park (1993) című filmben, a vezérlő központban használják a kutatók.

## Technikai leírás
A bézs színű gép súlya 6,2 kg, magassága 140 mm, szélessége 302 mm és mélysége 366 mm volt. A Quadra 700 számítógépet egymagos 25 MHz-es Motorola 68040 processzor vezérelte (L1 cache: 8kB), a rendszerbusz 25 MHz-en működött. A teljesítményt integrált FPU co-processzor növelte. Az adatokat a 80MB belső merevlemezre lehetett elmenteni. Külső adattárolási lehetőséget az 1,44-es hajlékonylemez meghajtó (floppy-drive) kínált. A gépet System 7.0.1 operációs rendszerrel szállította az Apple. A gép bemutatásakor az alapkiépítésben 4MB (80ns) memóriát tartalmazott, maximálisan 68MB (80ns) kezelésére volt képes a gyári specifikáció szerint, a bővítéshez 4 hely (slot) állt rendelkezésre. A számítógépnek nem volt saját kijelzője. A külső kijelzőt 512kB videó-memória támogatta.Videójel kimenetet egy DB–15 csatlakozó biztosított. Csatlakozók: egy AAUI-15, két ADB, két soros port, egy DB-25 SCSI-hoz, kijelzőhöz egy DB-15, egy 3,5 mm-es jack audió kimenet. A gép bővíthetőségét szolgálta két NuBus bővítőhely. Külső SCSI merevlemez csatlakoztatására is volt lehetőség.

## A számítógép adatai
A táblázat nem tartalmazza az összes műszaki paramétert. Az egyes modelleknél a bemutatáskor érvényes adatokat soroljuk fel, a későbbi frissítéseket nem. Az eszköz technikai paraméterei a MacTracker alkalmazásból származnak.
| Gép nevebemutatva kivezetve              | Méretmagasság szélesség mélység súlySzín | Processzorprocesszor órajel, mag L1 és L2 cache társprocesszor | Háttértármerevlemezkülső adathordozó | Eredeti operációs rendszer | Memóriaalap max. @sebességhely | Kijelzőmérete felbontása | Grafikakártyamemória kimenet | CsatlakozókEthernet, ADB, soros, SCSI, párhuzamos, FDD, kijelző, hang be/ki, belső mikrofon, hangszóró                       | Bővíthetőségkártyahelybelső öbölkülső csatlakozó |
| ---------------------------------------- | ---------------------------------------- | -------------------------------------------------------------- | ------------------------------------ | -------------------------- | ------------------------------ | ------------------------ | ---------------------------- | --- | ------------------------------------------------ |
| Quadra 7001991. okt. 21. 1993. márc. 15. | 140 mm 302 mm 366 mm 6,2 kg bézs         | Motorola 68040 @25 MHz és 1 mag L1 8kB, integrált FPU          | 80MB HDD 1,44 floppy                 | System 7.0.1               | 4MB max: 68MB @80ns4 hely      | nincs kijelző            | 512kB 1 DB–15                | * AAUI-15 (Ethernet) * 2 ADB * 2 soros * 1 D–25 (SCSI) * 1 DB-15 (külső monitor) * 1 3,5 jack audió ki * beépített hangszóró | * 2 NuBus* SCSI (külső)                          |

## Macintosh Quadra számítógépek az időben
| A Macintosh Quadra számítógépek idővonalon |
| --- |
| A színek kezdete a bemutató időpontja, a forgalmazás több esetben is hónapokkal később kezdődött. Megeshet, hogy egy csík végét kitakarja egy másik csík eleje. Előfordul, hogy a gyártás befejezését követően még egy ideig forgalomban marad a gép adott verziója. |